# Georgi Todorow (Leichtathlet)
Georgi Janew Todorow (bulgarisch Георги Ванев Тодоров, engl. Transkription Georgi Yanev Todorov; * 7. März 1960 in Boljarwo) ist ein ehemaliger bulgarischer Leichtathlet, der sich auf das Kugelstoßen spezialisiert hat. Er war lange Zeit Inhaber des Landesrekordes und feierte seinen größten Erfolg mit dem Gewinn der Bronzemedaille bei den Halleneuropameisterschaften 1988 in Budapest.

## Sportliche Laufbahn
Erste internationale Erfahrungen sammelte Georgi Todorow vermutlich im Jahr 1982, als er bei den Balkanspielen in Bukarest mit einer Weite von 18,33 m die Silbermedaille hinter seinem Landsmann Nikolai Gemischew gewann. Im Jahr darauf gewann er bei den Balkanspielen in Izmir mit 19,52 m die Bronzemedaille hinter den Jugoslawen Ivan Ivančić und Zlatan Saračević und 1984 siegte er mit 19,82 m bei den Balkanspielen in Athen. Zudem belegte er bei den Halleneuropameisterschaften in Göteborg mit 18,94 m den zehnten Platz. Im Jahr darauf gewann er bei den Balkanspielen in Stara Sagora mit 20,09 m die Silbermedaille hinter seinem Landsmann Wenzislaw Christow und 1986 gewann er bei den Balkanspielen in Ljubljana mit 19,67 m die Bronzemedaille hinter dem Jugoslawen Vladimir Milić und seinem Landsmann Christow. Im Jahr darauf belegte er bei den Halleneuropameisterschaften in Liévin mit 1,07 m den achten Platz und schied bei den Weltmeisterschaften in Rom mit 19,43 m in der Qualifikationsrunde. 1988 gewann er bei den Halleneuropameisterschaften in Budapest mit 19,98 m die Bronzemedaille hinter dem Tschechoslowaken Remigius Machura und Karsten Stolz aus der Bundesrepublik Deutschland. Im Juli siegte er mit 19,87 m bei den Balkanspielen in Ankara, ehe er bei den Olympischen Sommerspielen in Seoul mit 19,68 m in der Qualifikationsrunde ausschied. Daraufhin trat er nicht mehr international in Erscheinung.
In den Jahren von 1986 bis 1988 sowie 1990 wurde Todorow bulgarischer Meister im Kugelstoßen.